# Cardea

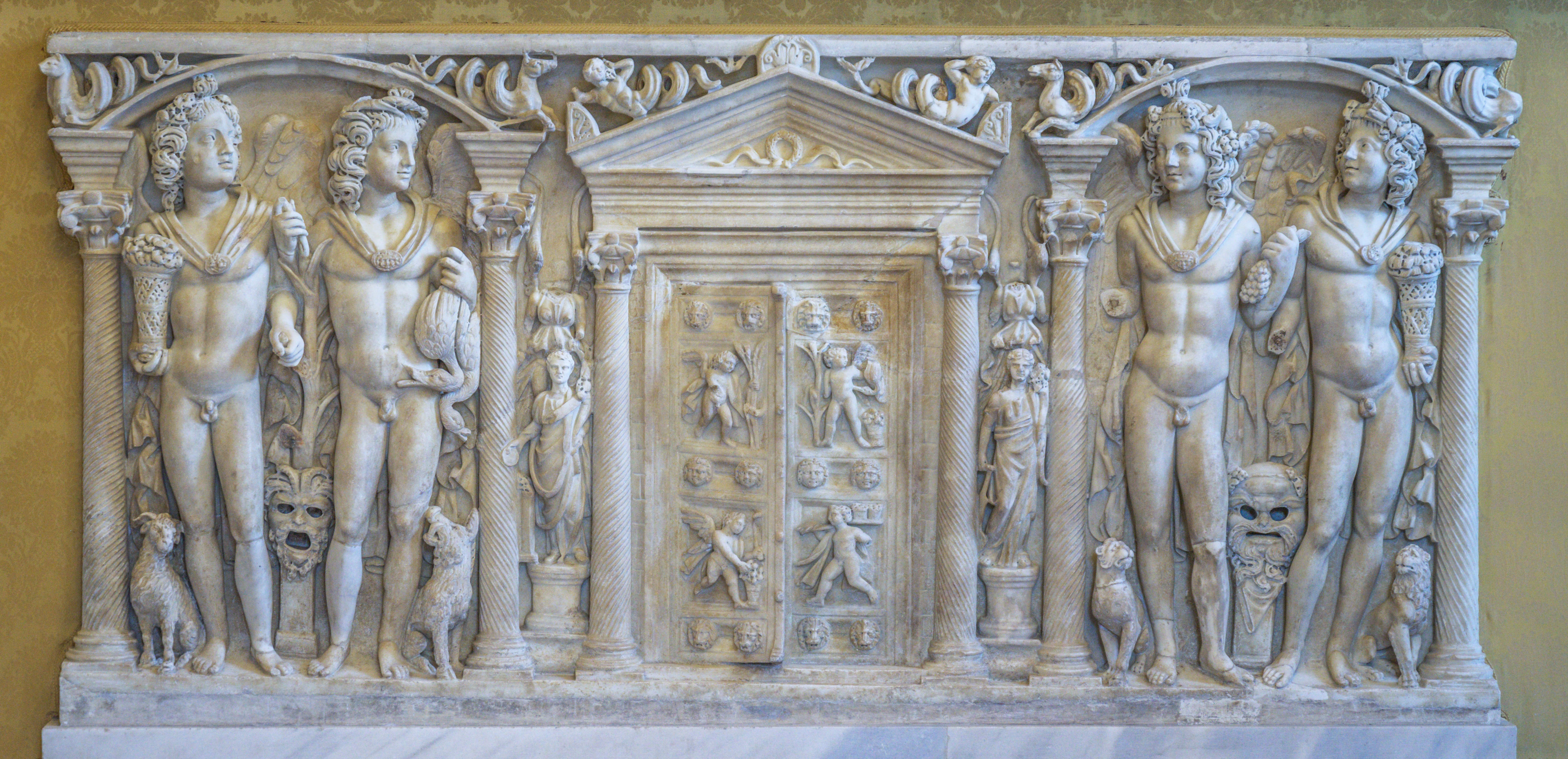
Representació al·legòrica de les Quatre Estacions (Horae) i de les petites figures que les acompanyen i que flanquegen una porta doble romana que simbolitza l'entrada al més enllà, en un sarcòfag de mitjan

En la mitologia romana, Cardea (del llatí cardo, cardinis, que vol dir polleguera) era la deessa de la salut, els llindars i les frontisses i els poms de les portes; també se l'associava amb el vent. És, junt amb Limentinus i Janus un dels déus lars (protectors de la casa). Protegia els infants dels vampirs i les bruixes, i era també benefactora dels artesans.
El seu culte va ser important a l'antiga Roma, i era adorada en la festivitat de Beltane i també l'1 de juny, que era el carnai o calenda de les faves, en ser ambdós vistos com una «frontissa» metafòrica de l'any. Es penjaven màscares, boles i figures (oscilla) en les entrades o els arbres en el seu honor per fomentar el creixement de les collites. L'arç blanc era l'arbre consagrat a ella i també l'arbocer. Explica la llegenda que aquesta nimfa vivia al Lucus Helerni, un bosc sagrat a les ribes del Tíber. Allà s'insinuava als incauts amb la finalitat d'atreure'ls al cor del bosc, on desapareixia sense que ningú aconseguís trobar-la. Allò es va acabar quan Janus se'n va enamorar i ella no es va poder amagar del déu de les dues cares, que, a canvi de l'amor robat, li va concedir el poder d'espantar les bruixes i de curar els nens, els malalts i els embruixats.
Ovidi comenta de Cardea, en paraules que tenen quelcom de fórmula religiosa: «el seu poder és obrir el que està tancat i tancar el que està obert».